# 加尔拉泰
加尔拉泰（義大利語：Garlate），是意大利莱科省的一个市镇。总面积2.14平方公里，人口2612人，人口密度1220.6人/平方公里（2009年）。国家统计（ISTAT）代码为097038。